# Andora (artiste)
Pour les articles homonymes, voir Andorre (homonymie) et Andora.
Andora, pseudonyme d'Andreas Hoge (né le 7 juin 1958 à Berlin-Est) est un peintre allemand.

## Biographie
Andora grandit dans des conditions modestes avec six frères et sœurs en RDA. Son père était peintre en bâtiment, sa mère cuisinière. Après ses études à Berlin-Friedrichshain, il travaille de 1977 à 1980 dans une grande variété de professions, y compris jardinier de cimetière, chauffeur, sacristain et cheminot. En 1980, il quitte la RDA et arrive à Berlin-Ouest, isolé, où il obtient un diplôme universitaire technique en tant que travailleur social jusqu'en 1984.
Il vient à l'art de façon autodidacte. À partir de 1983, il peint des situations du quotidien, inspirées des articles de journaux et mises en œuvre dans des panneaux néo-expressionnistes, à l'huile sur toile. De 1986 à 1988, il peint des chaussures dans son propre style. Alfred Biolek le découvre dans un magazine et promeut sa carrière. Andora peint des objets du quotidien sélectionnés tels que des chaussures, des montres, des bouteilles de champagne. En 1988, il conçoit les collections de sports d'hiver pour la société Reusch.
En juin 1988, Reemtsma AG Hamburg demande à l'artiste de peindre une voiture de course. Le West-Welt est créé entre 1989 et 1991 : le design de la voiture de course de Formule 1 Zakspeed 871 et d'une AMG-Mercedes 190 E 2.5-16 Evolution II du championnat d'Allemagne des voitures de tourisme en coopération avec la marque West (en).
De 1984 à 1992, il vit principalement à Hambourg. Son premier catalogue, German Stocks #1, reflète son travail artistique jusqu'en 1992.

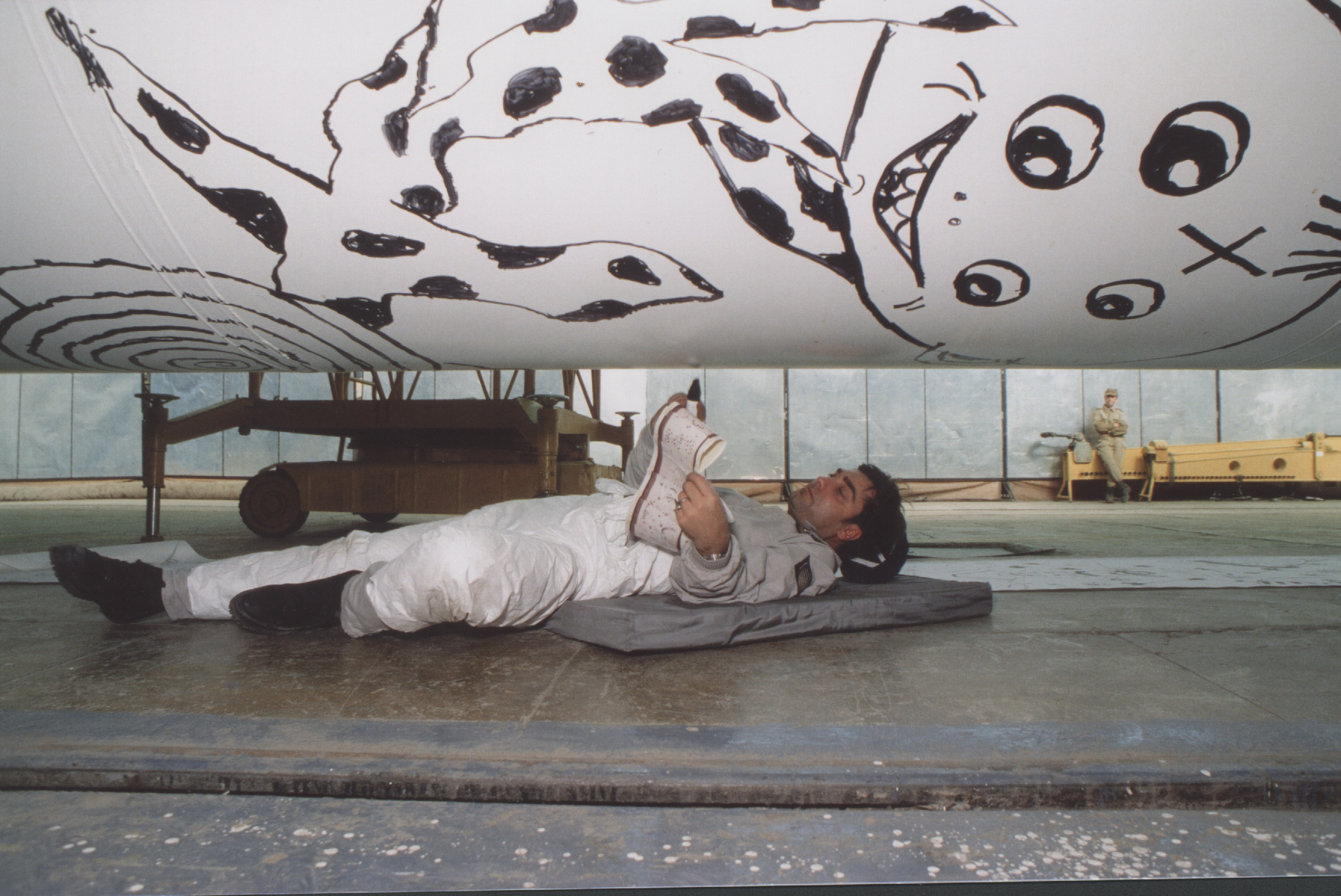
Andora peignant la fusée Proton en 1993.

Entre 1992 et 1999, Andora fait la navette entre New York et Moscou. À la suite du projet West, il peint une fusée à la demande de Roscosmos en 1992, qui est ensuite lancée dans l'espace. Fasciné par la science, il suit une formation de cosmonaute parallèle à son travail de création.
Il travaille sur des billets de 1 dollar américain originaux. Enthousiasmé, Donald Trump l'invite à Atlantic City. Andora fait un portrait de lui. Le gouvernement américain de l'époque réagit vivement : Andora est interdit d'entrer dans le pays alors qu'il vit à New York. Depuis, l'administration américaine et l'artiste tentent de trouver une conciliation.
En 1999, il revient à Hambourg et se consacre à divers projets, tels que la conception pour la manufacture de porcelaine de Fürstenberg. De nombreuses œuvres et objets sont créés entre 2000 et 2006, qui sont résumés dans le catalogue German Stocks #2.  Mi-2007, il s'installe en Autriche et le Wiener Tagebücher voit le jour, une série d'un autre genre, pendant cette phase, l'artiste traite d'un style d'art différent et de la céramique. De 2009 à 2011, il fait la navette entre Hanovre et Hambourg. Depuis 2012, il vit et travaille à Berlin.